# للا اغزيل (آيت سيلم)
للا اغزيل هو دُوَّار يقع بجماعة آيت سيدي داود، إقليم الحوز، جهة مراكش آسفي في المملكة المغربية. ينتمي الدوّار لمشيخة آيت سيلم التي تضم 13 دوار. يقدر عدد سكانه بـ 716 نسمة حسب الإحصاء الرسمي للسكان والسكنى لسنة 2004.

## روابط خارجية
- البوابة الوطنية للجماعات الترابية نسخة محفوظة 12 مارس 2018 على موقع واي باك مشين.
- المندوبية السامية للتخطيط